# Pyrrhura
A Pyrrhura a madarak osztályának papagájalakúak (Psittaciformes) rendjébe, a papagájfélék (Psittacidae) családjába és az araformák (Arinae) alcsaládjába tartozó nem.

## Rendszerezésük
A nemet Charles Lucien Jules Laurent Bonaparte írta le 1856-ban, az alábbi fajok tartoznak ide:
- Fehérnyakú papagáj (Pyrrhura albipectus)
- Santarémi papagáj (Pyrrhura amazonum)
- Perijá-papagáj (Pyrrhura caeruleiceps)[5]
- Tarkaszárnyú papagáj (Pyrrhura calliptera)
- Magdalenai papagáj (Pyrrhura chapmani)[5]
- Kéktorkú papagáj (Pyrrhura cruentata)
- Deville-papagáj (Pyrrhura devillei)
- Demerara-papagáj (Pyrrhura egregia)
- Panamai papagáj (Pyrrhura eisenmanni)[5]
- Venezuelai papagáj (Pyrrhura emma)
- Barnafülű papagáj (Pyrrhura frontalis)
- Szürkebegyű papagáj (Pyrrhura griseipectus)
- Pirosfülű papagáj (Pyrrhura hoematotis)
- Hoffmann-papagáj (Pyrrhura hoffmanni)
- Elegáns papagáj (Pyrrhura lepida)
- Fehérfülű papagáj (Pyrrhura leucotis)
- Bonaparte-papagáj (Pyrrhura lucianii)
- Feketefarkú papagáj (Pyrrhura melanura)
- Molina-papagáj (Pyrrhura molinae)
- Orói papagáj (Pyrrhura orcesi)
- Chocói papagáj (Pyrrhura pacifica)[5]
- Garlepp-papagáj (Pyrrhura parvifrons)[5]
- Gyöngyös papagáj (Pyrrhura perlata)
- Perui papagáj (Pyrrhura peruviana)[5]
- Caatinga-papagáj (Pyrrhura pfrimeri)
- Piroskantáros papagáj (Pyrrhura picta)
- Piroskoronás papagáj (Pyrrhura rhodocephala)
- Rózsáshomlokú papagáj (Pyrrhura roseifrons)
- Éjkoronás papagáj (Pyrrhura rupicola)
- Madeira-papagáj (Pyrrhura snethlageae)[5]
- Sinú-papagáj (Pyrrhura subandina)[5]
- Márta-papagáj (Pyrrhura viridicata)

## Előfordulásuk
Az ide tartozó fajok a Dél-Amerika szubtrópusi övezetében és Közép-Amerika déli részén honosak.

## Megjelenésük
Testhosszuk 22-30 centiméter közötti.

## Külső hivatkozás
- Papagájok hivatalos magyar neve, természetvédelmi státusza és bejelentési kötelezettsége Magyarországon
- Képek az interneten a nembe tartozó fajokról
- Pyrrhura.lap.hu - linkgyűjtemény